# 雅斯特库夫战役

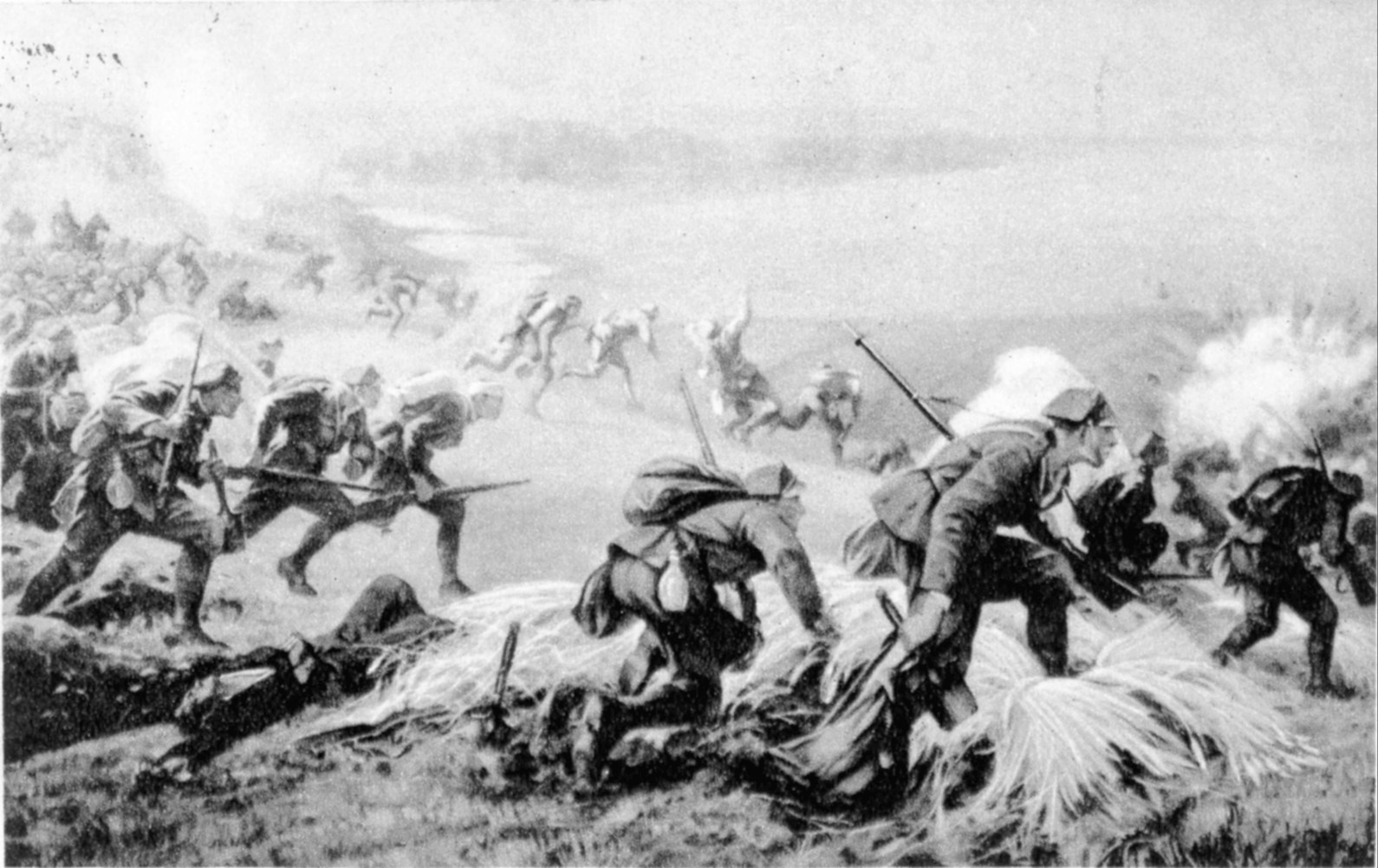
雅斯特库夫战役

雅斯特库夫战役是第一次世界大战期间一场发生在俄罗斯帝国雅斯特库夫附近的战役，1914年7月31日，戰役爆發。8月3日，戰役结束。这场战役是俄羅斯帝國陸軍和奥匈军的波蘭軍團（主要是波兰军团第1旅）之间发生的一场大战。此役是波兰军团参与过的规模最大的战役之一，也是波蘭軍團参与过的第一场大战。战役以奥匈军获胜、俄军撤退而告终。